# Vlastenecké hnutí za ochranu a obnovu
Vlastenecké hnutí za ochranu a obnovu (francouzsky Mouvement patriotique pour la sauvegarde et la restauration, zkráceně MPSR) je od státního převratu v Burkině Faso v lednu 2022 vládnoucí vojenskou juntou v Burkině Faso. Původně ho vedl Paul-Henri Sandaogo Damiba, který byl však během převratu v září 2022 svržen. Na jeho místo byl dosazen kapitán Ibrahim Traoré. Do listopadu 2022 nebyl kromě Traorého veřejnosti znám žádný další člen hnutí.

## Seznam předsedů
| Pořadí | Portrét | Jméno (narození–úmrtí)              | Působení v úřadu | Působení v úřadu | Působení v úřadu |
| Pořadí | Portrét | Jméno (narození–úmrtí)              | Nástup           | Odchod           | Délka            |
| ------ | ------- | ----------------------------------- | ---------------- | ---------------- | ---------------- |
| 1.     |         | Paul-Henri Sandaogo Damiba (* 1981) | 24. ledna 2022   | 30. září 2022    | 249 dní          |
| 2.     |         | Ibrahim Traoré (* 1988)             | 30. září 2022    | úřadující        | 2 roky a 152 dní |